# Jezioro Księże (powiat świecki)
Jezioro Księże – jezioro w woj. kujawsko-pomorskim, w pow. świeckim, w gminie Pruszcz w Serocku, leżące na terenie Wysoczyzny Świeckiej. Jezioro jest częścią łańcucha jezior Świekatowskich.

## Dane morfometryczne
Powierzchnia zwierciadła wody według różnych źródeł wynosi od 4,5 ha do 5,5 ha.

## Fauna i flora
Występuje tu głównie trzcina pospolita tworząc wąski pas szuwarów. Na brzegu kilka wiekowych wierzb. Gnieżdżą się na nim perkozy dwuczube, łyski, krzyżówki, potrzosy.